# Bussy-Lettrée
Bussy-Lettrée ist eine französische Gemeinde mit 315 Einwohnern (Stand: 1. Januar 2022) im Département Marne in der Region Grand Est (vor 2016 Champagne-Ardenne). Sie gehört zum Arrondissement Châlons-en-Champagne und zum Kanton Châlons-en-Champagne-3. Die Einwohner werden Busséins genannt.

## Geographie
Bussy-Lettrée liegt etwa 17 Kilometer südsüdwestlich von Châlons-en-Champagne im Tal des Flusses Soude. Nachbargemeinden sind Soudron im Norden und Westen, Vatry im Norden, Breuvery-sur-Coole im Norden und Nordosten, Saint-Quentin-sur-Coole im Nordosten, Cernon im Osten und Nordosten, Dommartin-Lettrée im Osten und Südosten, Sommesous im Süden, Haussimont im Süden und Südwesten sowie Vassimont-et-Chapelaine im Südwesten.
Durch die Gemeinde führt die Autoroute A26.

## Bevölkerungsentwicklung
| Jahr                       | 1962 | 1968 | 1975 | 1982 | 1990 | 1999 | 2006 | 2011 | 2018 |
| -------------------------- | ---- | ---- | ---- | ---- | ---- | ---- | ---- | ---- | ---- |
| Einwohner                  | 259  | 237  | 221  | 249  | 233  | 240  | 287  | 325  | 331  |
| Quellen: Cassini und INSEE |      |      |      |      |      |      |      |      |      |

## Sehenswürdigkeiten
- Kirche Saint-Étienne aus dem 12./13. Jahrhundert, Monument historique seit 1949

Alte Postkarte mit der Kirche Saint-Étienne